# Challenger de Kaohsiung 2014
El OEC Kaohsiung ATP Challenger 2014 fue un torneo de tenis profesional jugado en canchas de pista dura. Se disputó la 3ª edición del torneo que formó parte del circuito ATP Challenger Tour 2014. Se llevó a cabo en Kaohsiung, Taiwán entre el 14 y el 20 de julio de 2014.

## Jugadores participantes del cuadro de individuales

### Cabezas de serie
| Country                 | Player                | Rank1 | Seed |
| ----------------------- | --------------------- | ----- | ---- |
| Bandera de China Taipéi | Lu Yen-hsun           | 42    | 1    |
| Bandera de Eslovenia    | Blaž Kavčič           | 85    | 2    |
| Bandera de Japón        | Go Soeda              | 102   | 3    |
| Bandera de Japón        | Yūichi Sugita         | 139   | 4    |
| Bandera de Rusia        | Alexander Kudryavtsev | 158   | 5    |
| Bandera de Suiza        | Marco Chiudinelli     | 176   | 6    |
| Bandera de Italia       | Thomas Fabbiano       | 179   | 7    |
| Bandera de Ucrania      | Denys Molchanov       | 214   | 8    |

- 1 Se ha tomado en cuenta el ranking del 7 de julio de 2014.

### Otros participantes
Los siguientes jugadores recibieron una invitación (wild card), por lo tanto ingresan directamente al cuadro principal (WC):
- Chih-Jen Ho
- Jui-Chen Hung
- Yen-hsun Lu
- Chieh-Fu Wang

Los siguientes jugadores ingresan al cuadro principal tras disputar el cuadro clasificatorio (Q):
- Shuichi Sekiguchi
- Jaime Pulgar-García
- Ji-sung Nam
- Kento Takeuchi

## Jugadores participantes en el cuadro de dobles

### Cabezas de serie
| País                                  | Jugador         | País                    | Jugador               | Ranking1 | N.º |
| ------------------------------------- | --------------- | ----------------------- | --------------------- | -------- | --- |
| Bandera de la República Popular China | Gong Maoxin     | Bandera de China Taipéi | Peng Hsien-yin        | 329      | 1   |
| Bandera de China Taipéi               | Chen Ti         | Bandera de China Taipéi | Huang Liang-chi       | 398      | 2   |
| Bandera de Ucrania                    | Denys Molchanov | Bandera de China Taipéi | Yang Tsung-hua        | 529      | 3   |
| Bandera de Australia                  | Ryan Agar       | Bandera de la India     | Jeevan Nedunchezhiyan | 554      | 4   |

- 1 Se ha tomado en cuenta el ranking del 7 de julio de 2014.

## Campeones

### Individual Masculino
- Yen-hsun Lu derrotó en la final a  Luca Vanni por 67-7, 6-4, 6-4

### Dobles Masculino
- Maoxin Gong /  Hsien-yin Peng derrotaron en la final a  Ti Chen /  Liang-chi Huang por 6-3 y 6-2.